# Maud Seamount
Koordinaten: 65° 0′ S, 2° 35′ O
Der Maud Seamount ist ein Tiefseeberg in der Lasarew-See vor der Prinzessin-Martha-Küste des ostantarktischen Königin-Maud-Lands. Er liegt unmittelbar nördlich des Maud Rise.
Die Benennung, die das Advisory Committee on Undersea Features im Februar 1964 anerkannte, erfolgte in Anlehnung an diejenige des Königin-Maud-Lands. Dessen Namensgeberin ist Maud von Großbritannien und Irland (1869–1938), Ehefrau von Haakon VII. und erste Königin des seit 1905 unabhängigen Königreichs Norwegen.